# Jane Anger
Jane Anger fue una autora inglesa del siglo XVI y la primera mujer que publicó una defensa completa del género femenino en inglés, llamada Her Protection for Women, publicada en 1589. A finales del siglo XVI, no era normal que una mujer escribiese y publicase sobre temas seculares o no religiosos ni tampoco que argumentase en contra de la supremacía del hombre.

## Vida y carrera profesional
Los académicos apenas conocen algo sobre la vida de Jane Anger. Es conocida únicamente como la escritora del mencionado panfleto Her Protection for Women (1589). Había más de una persona que se llamaba Jane Anger viviendo en Inglaterra por aquel entonces, sin embargo, ninguna de ellas fue identificada como la autora de este escrito. Según Moira Ferguson, la historia de los apellidos durante este periodo sugiere que su apellido probablemente proviniese del francés Anjou. Anne Prescott asegura que «presuntamente, el Jo. Anger, cuyo poema aparece al final del volumen, era un familiar o cónyuge». Otros sugieren que «Jane Anger» era el pseudónimo de un escritor, un hombre. También existen pruebas que señalan que Jane Anger quizás era una mujer real y no un hombre «encubierto» y su obra se libera de las limitaciones del género. En The Crooked Rib, Francis Lee Utley declara que el poema anónimo «Eres demasiado joven como para aportarme algo: Un viejo amante a una joven dama» Pudo haber provocado su ingeniosa defensa.

## Obra
El panfleto defiende a la mujer y reclama seriamente la autoría de la mujer. Por primera vez, su texto trajo una voz nueva y peculiar a la escritura inglesa, que enfatiza la voz del enfado femenino. A través de esta innovación, “transformó la idea de los modelos masculinos de composición para inventar un estilo de escritura femenino que se adaptase a su iniciativa”. Algunos comentaristas modernos sostienen que “Anger reelabora a propósito las ideas de sus opositores misóginos para establecer una perspectiva femenina directa que va más allá del marco del movimiento Querelle (la querella de las mujeres). Desde que Jane Anger fue la primera mujer polemista de la lengua inglesa, no hay duda de que Anger muestra el interés y el valor en la creación de la consciencia feminista, ya que en la Edad Media la polémica feminista era el tema por excelencia para el debate académico. El panfleto de Jane Anger, Her protection for women (1589), fue una respuesta al texto del autor Thomas Orwin, His Surfeit in Love.
Pamela Joseph Benson considera que «la protección permanece indiferenciada de otras intervenciones en la querella, ya que esta depende inmensamente del problema del comportamiento sexual que evalúa la naturaleza de la moral de la mujer». Los argumentos de Anger son una agrupación de referencias, expresiones y algunos ejemplos que están íntimamente relacionados con aquellos que podemos encontrar en His Surfeit. La autora expone las bases monogenéricas de las reivindicaciones «objetivas» o «naturales» de las que se excede (the Surfeiter). El texto de Anger responde a la retórica machista de las escritoras femeninas, defiende y ataca apasionadamente las quejas de los escritores alegando que ellos son «Excesivos», o «afectados por la indulgencia de la mujer». Al defender su intervención en el debate, hace conscientes a los lectores de que las mujeres no se sentían seguras de poder expresar sus propias opiniones o sus emociones «masculinas». Su panfleto se inicia con una crítica a las prácticas de la retórica masculina, prestando especial atención al excesivo énfasis que esta hace sobre los «modales» en vez de sobre el «problema». Enseguida se enfoca en la contradicción existente entre los autores masculinos más conocidos, quienes posicionan a las mujeres como estímulos de su creatividad, y su declive. También aborda la noción de la mitificación que acompaña a los reclamos de inspiración de los hombres: «Si pueden entrometerse de alguna forma en nuestra presencia pero no ven el revestimiento de nuestra prenda más exterior, creen que Apolo los honra». Además, describe los detalles de cómo la ignorancia de los hombres acerca de las mujeres les permite interpretar incorrectamente los comportamientos de ellas, particularmente en lo relacionado con el sexo. La autora escribe: «Si no les permitimos oler nuestras batas, nos arrebatarán las enaguas; pero si nuestra naturaleza honesta no puede salirse con esa clase de broma de mal gusto, entonces somos tímidas. Sin embargo, si soportamos su indecencia y nos familiarizamos con ellos por modestia, ignorarán el problema, haciendo correr la voz sobre cómo se han excedido en el amor y de qué forma.» Jane Anger describe su trabajo como «aquello que mi vena colérica ha establecido precipitadamente... fue la IRA quien lo escribió.» La primera «epístola» está dedicada a las mujeres humildes que se disculpan por la franqueza colérica de una mujer. En la segunda «epístola», echa la culpa a las quejas del discurso masculino: Se queja de la falsedad de los hombres, cuyas mentes enloquecen, y cuyas lenguas no deberían ser tan soeces pero que sin embargo caen de nuevo en la queja… La ira no debería hacer más grandes las venas de sus cerebros, ni los bordes de sus dedos, ni las listas de su modestia para así poder responder a sus excesos: sí, claro. Después utilizando la propia vena del exceso, aplica su potencial cómico al discurso, lo que permite a sus lectores reírse de ella y del exceso.

Por tanto, «confirma la lectura misógina de las mujeres que se declaran malvadas». Ella usa un discurso femenino, cómicamente desconcertante e ingenioso en sus ecos del discurso lógico y escolástico:
Dame permiso como colega para demostrar que nuestra sabiduría es más excelente que la suya, aunque nunca supe qué significaba sofistería. No hay sabiduría sin gracia, este es un principio y Contra principium non est disputandum: pero la gracia se le dio primero a una mujer, porque a nuestra señora: cuyas  premisas concluyen que las mujeres son sabias. Ahora Primus est optimum y, por tanto, las mujeres son más sabias que los hombres. Que somos más ingeniosas por naturaleza, no puede probarse mejor que por nuestras respuestas, los hombres a menudo son conducidos a Non plus. 
Es importante destacar que Anger señala repetidamente que los hombres continúan malinterpretando a las mujeres porque los escritores "asumen" que las mujeres no son capaces de entrar en la esfera masculina de la palabra impresa para desafiarles: «sus lenguas difamatorias son tan cortas, que el tiempo en que han tenido prodigio sus palabras libremente ha sido muy largo, y saben que no podemos agarrarlos para sacarlos, y creen que no escribiremos para reprobar sus labios mentirosos ».  Anger intenta responder a algunas cargas machistas generales contra la soltura de la moral de las mujeres, argumentando que la propia "lujuria asquerosa" de los hombres les hace "inventar" una idea de la naturaleza lasciva de las mujeres. Sobre todo, como el argumento contrario al relato de Surfeiter de que las mujeres seducen a los hombres solo para hacer que las vidas de los hombres sean miserables, Anger propone su propia historia. De acuerdo con el punto de vista de Anger sobre el cortejo: que los hombres se aprovechan de las mujeres, «si nos vestimos con tela de saco y nos atamos el pelo con retales, los defensores de la diosa Venus  , sin embargo, seguirán persiguiendo su pasatiempo.Si escondemos nuestros pechos, debe ser con cuero, ya que ninguna tela puede mantener sus largas uñas fuera de nuestros pechos ». La forma en que Anger caricaturizó al Surfeiter le permitió producir una obra literaria imaginativa y única. Al final de su panfleto, aunque Anger culpa al Surfeiter de sus opiniones, ella admite el hecho de que tuvo el placer de usar su estilo. El trabajo de Anger está lleno de materiales misóginos, que circulaban en populares novelas de su tiempo, incluidas algunas de las obras de Greene y John Lyly. Los eruditos tienen sus propias interpretaciones de si debería llamarse «feminista», «protofeminista» o «promujeres», pero su trabajo definitivamente abrió una nueva posibilidad para las escritoras del siglo XVI. 

Una muestra de Her Protection for Women de Jane Anger
«Al diablo con la falsedad de los hombres, cuyas mentes a menudo enloquecen y cuyas lenguas no pueden agitarse tan tempranamente pero caen directos a través de una barandilla. ¿Hubo alguna vez alguien tan maltratado, tan calumniado, tan injuriado o tratado tan inmerecidamente de una forma tan malvada, como lo hemos sido las mujeres? ¿Lo permitirán los dioses, mantendrán las diosas sus castigos? ¿Y nosotras mismas no perseguiremos sus malas acciones por prácticas tan diabólicas? ¡Por la Iglesia de San Pablo y Charing Cross!»

## Contexto histórico
Las instituciones educativas oficiales para las niñas a principio de la Edad Moderna eran escasas, pero eso no impidió que algunas de las primeras mujeres modernas desarrollaran sus habilidades en lectura y escritura. Laura Knoppers sugiere que la educación clandestina para niñas tuvo lugar en diferentes zonas y de diferentes maneras. Las primeras escritoras utilizaron tres estilos diferentes de escritura: cursiva, secretaria y mixta. El proceso de escritura estuvo relacionado con la lectura de libros. Debido a que la mayoría de libros eran demasiado caros, algunas los copiaron personalmente e hicieron sus propios escritos en los márgenes de los libros. Durante los primeros años de la Edad Moderna, muchas mujeres  tendían a escoger manuscritos y la difusión de sus diarios, diarios de viaje, libros de recetas, escritos devocionales religiosos y personales, y misceláneas. Knoppers argumenta que las escrituras misceláneas incluyen la autoría de las mujeres y la respuesta a los textos. Algunos de los primeros estudios feministas sugieren que el proceso de escritura de las mujeres comenzó en el hogar pues, a principios de la Edad Moderna, sus hogares se consideraban un lugar de trabajo. Es importante destacar que Knoppers argumenta que «espacios arquitectónicos en el hogar así como lugares como las cortes reales, iglesias y tribunales engendraron y dieron forma a la escritura de las mujeres». En la temprana Edad Moderna, la mayoría de los espacios educativos para niñas se encontraban en el hogar, lo que ayudó a las mujeres a dedicarse a escribir sobre cocina, talla y costura. Muchas escritoras expresan abiertamente su apoyo a las jerarquías de género y clase. El motivo principal del surgimiento de la escritura femenina se trataba de una cuestión de género, que incluía política, religión, clase, etnia y asuntos prácticos. Como Jane Anger, muchas escritoras escribieron para defenderse a sí mismas y su reputación a través de contextos legales y distintas formas de escritura doméstica sobre la vida. Las razones de su escritura fueron varias, muchas escritoras escribieron para sí mismas, o en nombre de los miembros de su familia, o simplemente con propósitos devocionales. A pesar de que la educación no estaba disponible para las primeras mujeres modernas, encontraron la forma de escribir y de difundir su trabajo.
- Datos: Q15490887
- Multimedia: Jane Anger / Q15490887